# Tierps redskapsfabrik
Tierps redskapsfabrik, var en tillverkare av jordbruksredskap i Tierp 1894-1970.
Fabriken startades 1894 av bröderna Per och Karl-Erik Larsson från Harbo socken under namnet Bröderna Larsson på en tomt i centrala Tierp. Till en början bestod tillverkningen av harvar, vältar, säckkärror, tröskverk och kastmaskiner, men senare började man även tillverka andra produkter. På 1920-talet tillverkade man bland annat kapsågar, fläktar, sparkstöttingar och en tid även vilstolar. Omkring 1920 hade man ungefär 50 anställda. I samband med att den äldre brodern Per avled 1922 rekonstruerades bolaget och Karl-Erik blev ensam ägare med namnet Tierps redskapsfabrik. Slutet av 1920- och början 1930-talen blev en svår period för företaget. I slutet av 1930-talet inleddes export av tröskverk till Litauen, men exporten upphörde i samband med andra världskrigets utbrott. Under kriget tillverkades även lock till minor vid fabriken.
Från 1940-talet började man fokusera produktionen på tillverkning av gödselspridare, främst under namnen Cesar och Fimus. Sedan Karl-Erik Larssons son Folke Larsson, som 1931 tagit över verksamheten drabbades av hjärtinfarkt upphörde tillverkningen. Under några år fortsatte man i liten skala med reparationer av jordbruksredskap. Fabrikslokalerna såldes till en möbelfabrik, och brann vid mitten av 1970-talet.